# 파블로 마이아
파블로 곤살베스 마이아 포르투나토 (Pablo Gonçalves Maia Fortunato, 2002년 1월 10일 ~ )는 브라질의 축구 선수이며, 상파울루에서 미드필더로 뛰고 있다.